# Djupsvart brunbagge
Djupsvart brunbagge (Melandrya dubia) är en skalbaggsart som först beskrevs av Johann Gottlieb Schaller 1783.  Djupsvart brunbagge ingår i släktet Melandrya, och familjen brunbaggar. Enligt den svenska rödlistan är arten sårbar i Sverige. Arten förekommer i Götaland, Nedre Norrland och Övre Norrland. Artens livsmiljö är skogslandskap, jordbrukslandskap.

## Bildgalleri

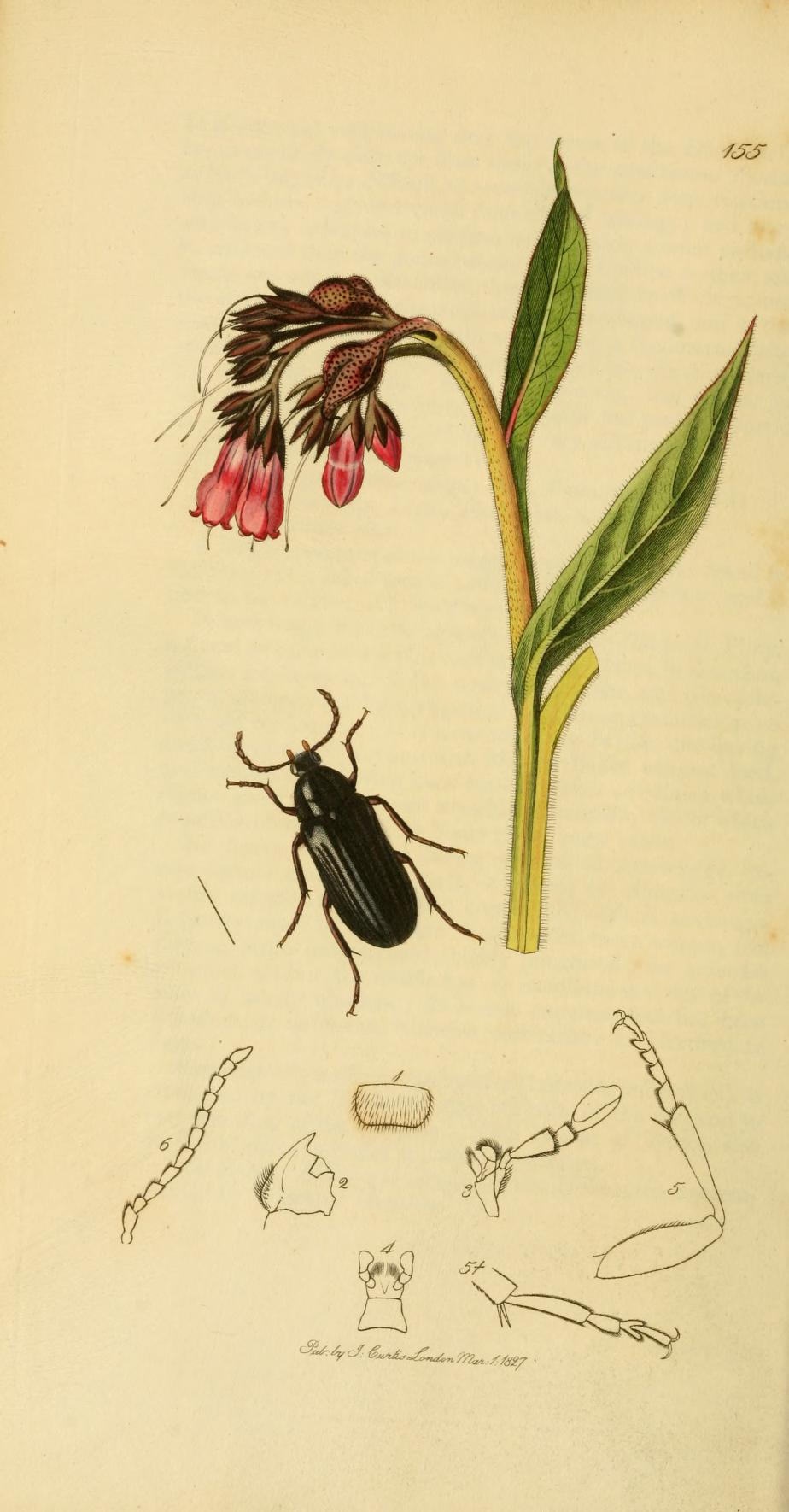